# François Duchatel

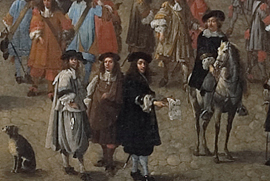
Zelfportret als man met blad (detail van De inhuldiging van Karel II, 1668)

François Duchatel of du Chastel, ook wel Frans Casteels (Brussel, ca. 1616-1625 – ca. 1679-1694) was een Zuid-Nederlands schilder die in Brussel werkte en mogelijk ook in Parijs. Hij maakte portretten van kinderen en groepen, en genrestukken met boeren-, herberg- en wachtkamerscènes. Op groter formaat schilderde hij enkele actuele gebeurtenissen en religieuze taferelen.

## Leven
Er is weinig bekend over zijn leven. Hij moet geboren zijn in Brussel tussen 1616 en 1625. Verschillende bronnen melden dat hij aanvankelijk in de cavalerie diende, maar dit beroep opgaf nadat hij zijn beste vriend aan zijn zijde had zien sterven tijdens een gevecht. Pas op 27 jaar koos hij voor een bestaan als kunstenaar. Traditioneel dacht men dat hij een leerling was van David Teniers de Jonge, maar dit lijkt slechts te zijn gebaseerd op enkele in stijl verwante dorpsfeesten. Hij wordt ook genoemd als leerling van de Antwerpse schilder Gaspar de Crayer, een geboren Antwerpenaar die naar Brussel was verhuisd en er in 1607 lid was geworden van het Sint-Lucasgilde. De Crayer stond bekend om zijn contrareformatorische altaarstukken en zijn portretten.
In 1649 trouwde Duchatel met Jeanne Louys, met wie hij zeven kinderen kreeg. Hun oudste dochter Marie werd een portretschilder en miniaturist met een internationale carrière aan de zijde van de Nederlandse schilder Eglon van der Neer. In januari 1654 sloten Gaspar de Crayer en Duchatel een contract met de abdij van Averbode voor het schilderen van een Geloofsbelijdenis van Sint-Norbertus en de broeders van zijn orde in de kerstnacht van 1120. In de abdij is nog ander werk van hem bewaard.
Sommige auteurs stellen dat Duchatel naar Parijs ging en er werkte als assistent van de oorlogsschilder Adam Frans van der Meulen. Van der Meulen was hofschilder en werkte onder Charles Le Brun aan koninklijke decoratieprojecten en kartons voor de Manufacture des Gobelins. Er is geen documentair bewijs dat de aanwezigheid van Duchatel in Parijs of bij van Van der Meulen ondersteunt, maar het blijft mogelijk dat hij zoals veel andere Vlaamse kunstenaars werd aangetrokken voor deze projecten.
De Schotse portretschilder John Baptist Medina staat te boek als een leerling van François Duchatel en ook zijn dochter Marie Duchatel, een miniatuurschilder, leidde hij op.

## Werk
Het bekende werk van Duchatel is vrij beperkt. Enkele schilderijen zijn gesigneerd en enkele andere zijn toegeschreven op grond van een volledige documentatie. Zijn portretten zijn vaak verkeerd toegeschreven aan tijdgenoten als Gillis van Tilborgh, Charles Emmanuel Biset, Jacob van Oost en Gonzales Coques. Vooral de kleine familieportretten en conversatiestukken van die laatste, die ook wel de kleine Van Dyck wordt genoemd, lijken op Duchatels werk.

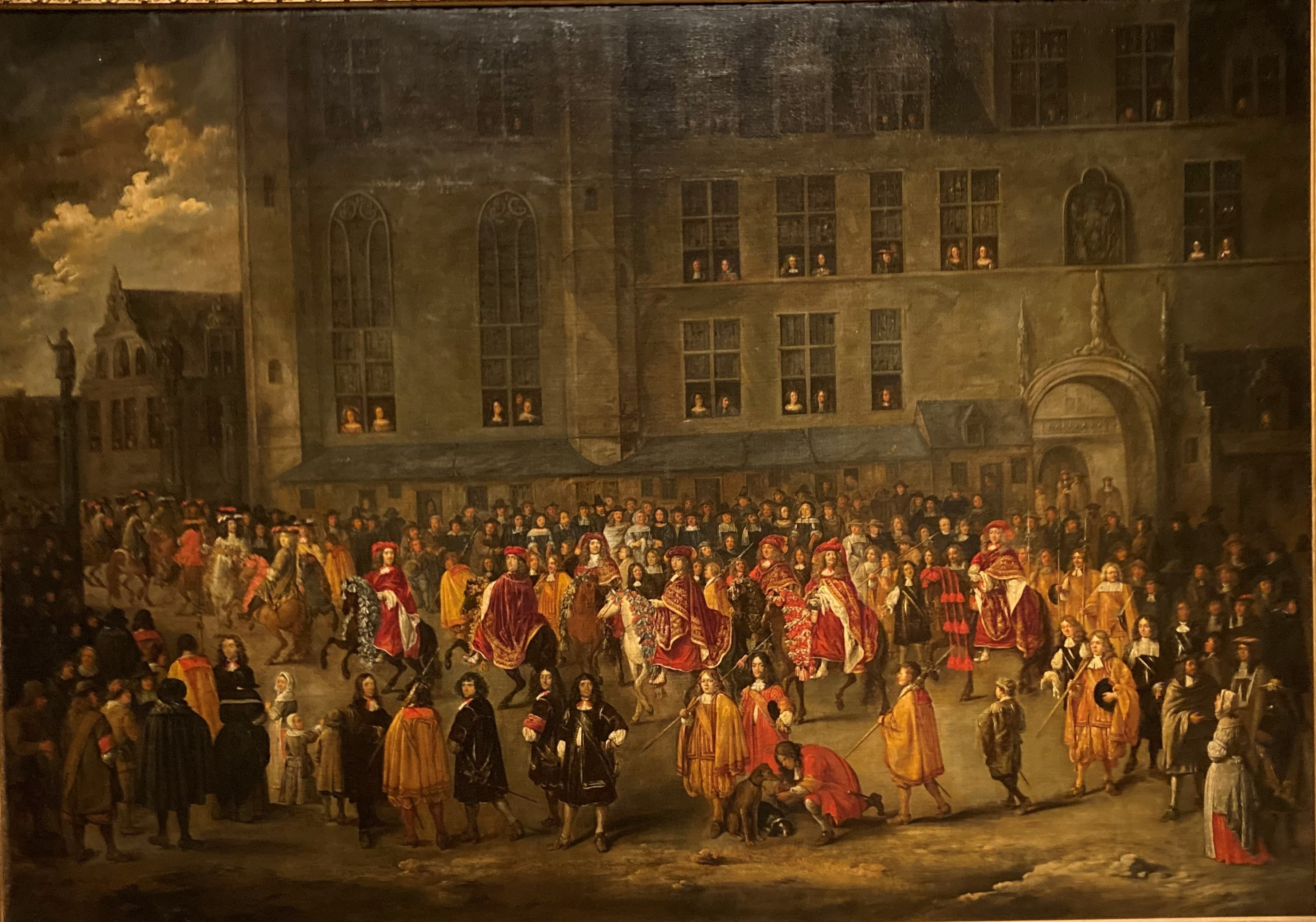
Optocht van ridders van de Orde van het Gulden Vlies bij het verlaten van het Paleis te Brussel (KMSKB, Inv.196)

In de genrekunst schilderde hij populaire onderwerpen zoals wachtkamertaferelen, d.w.z. interieurs met het tijdverdrijf van militairen. Vaak toonden deze officieren, soldaten en huurlingen die hun buit delen met prostituees, gevangenen lastigvallen of zich overgeven aan andere verwerpelijke activiteiten. Dit genre was in het midden van de 17e eeuw populair, vooral in de Nederlandse Republiek, maar ook bij Vlaamse schilders als David Teniers de Jonge, Abraham Teniers, Anton Goubau, Cornelis Mahu en Jan Baptist Tijssens de Jonge. Een exemplaar van Duchatel hangt in het Musée Jeanne d'Aboville.
Enkele van zijn meest originele werken verbeelden belangrijke historische gebeurtenissen op grote doeken met veel figuren.  
- Het Museum voor Schone Kunsten van Gent bezit een weergave van de blijde inkomst van koning Karel II van Spanje in Gent. Hij werd er in 1666 op de Vrijdagmarkt gehuldigd als graaf van Vlaanderen. Het doek werd gepenseeld twee jaar na de feiten. Veel figuren zijn als ware portretten geschilderd, waaronder een zelfportret centraal vooraan. Het werk toont Duchatels vermogen om grote groepen mensen in beweging weer te geven.

- Het KMSKB bezit een optocht van de ridders van het Gulden Vlies bij het verlaten van het Paleis te Brussel

- Andere voorbeelden zijn de twee doeken die hij schilderde ter gelegenheid van het ambassadeurschap van prins Claude Lamoral I van Ligne in Londen. Door de Restauratie kwam Karel II op de Engelse troon en werden in 1660 weer diplomatieke relaties aangeknoopt met Filips IV van Spanje. De aankomst van De Ligne bij Tower Wharf is te zien in het Kasteel van Belœil, en het Victoria & Albert Museum bezit het doek waarop De Ligne drie dagen later zijn geloofsbrieven presenteert aan Karel II in Whitehall.

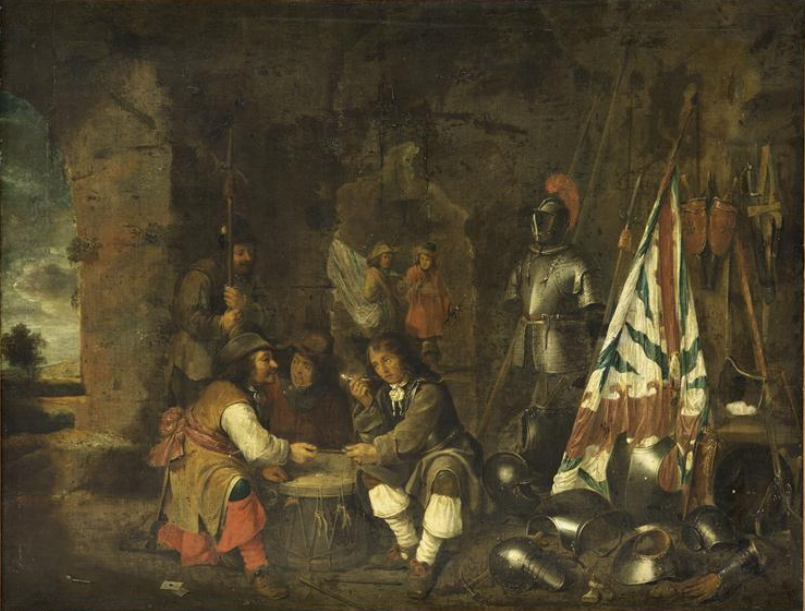
Wachtkamerscène
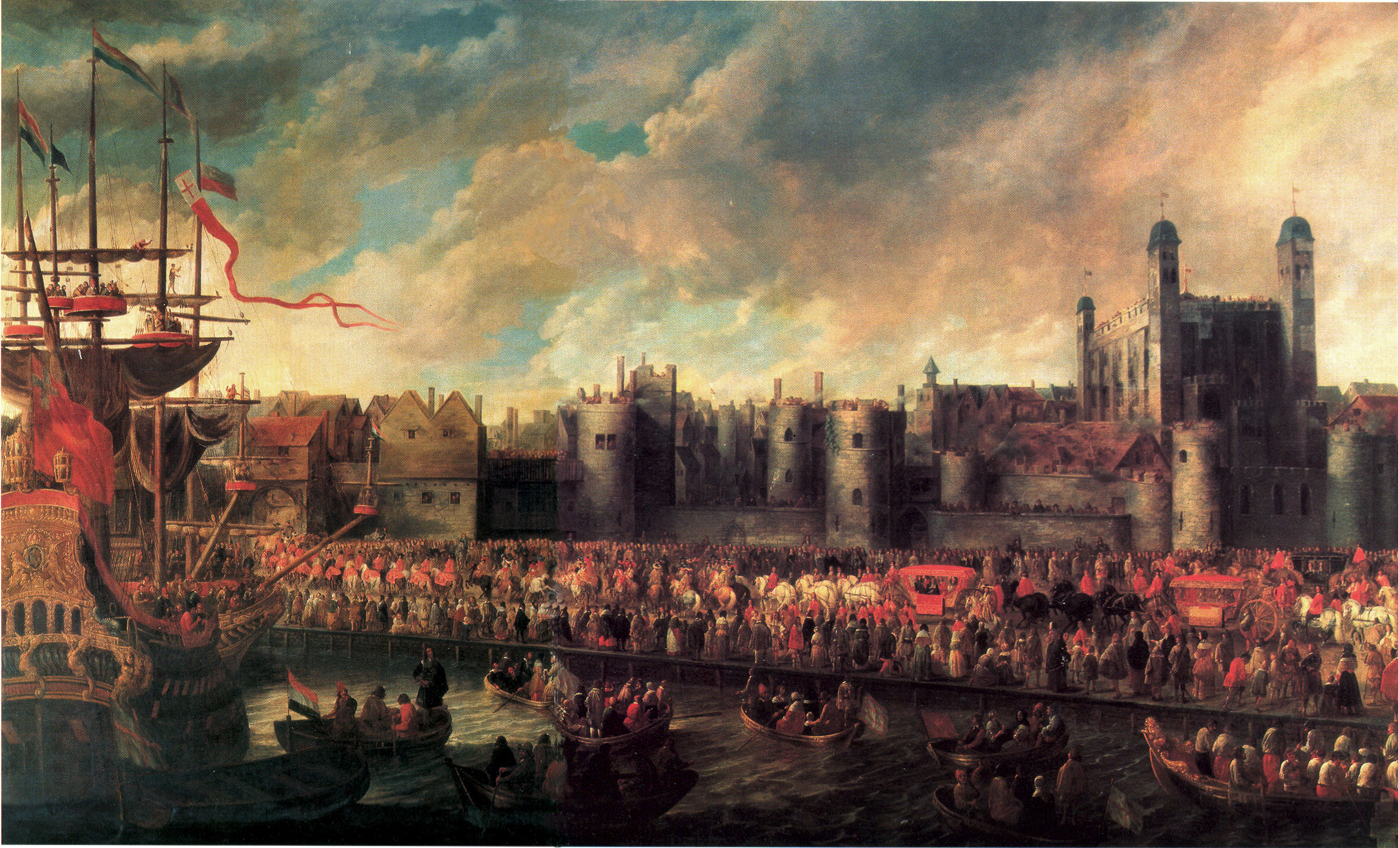
De aankomst van de prins van Ligne in Londen
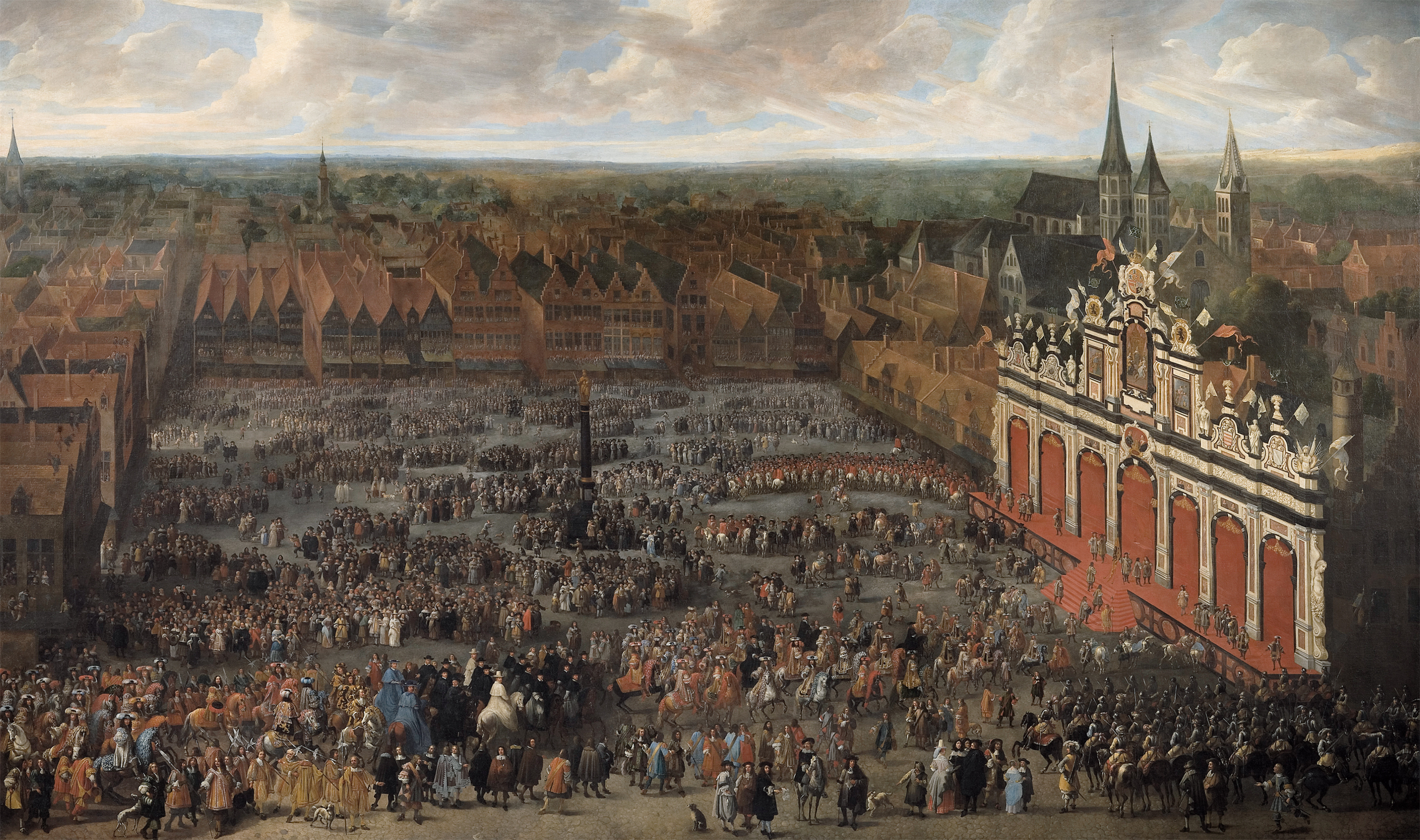
De inhuldiging van Karel II als graaf van Vlaanderen in Gent

- Bibliothèque nationale de France: cb14973157p (data)
- Gemeinsame Normdatei: 132315068
- International Standard Name Identifier: 0000 0003 6453 6907
- RKD-Nederlands Instituut voor Kunstgeschiedenis: 24526
- Union List of Artist Names: 500012609
- Virtual International Authority File: 228718250
- WorldCat: E39PBJhhwDMPXGfbbygWFfbjmd